# Cobaltmolybdat
Cobaltmolybdat ist eine anorganische chemische Verbindung des Cobalts aus der Gruppe der Molybdate.

## Vorkommen
Cobaltmolybdat kommt natürlich in Form des Minerals Paterait vor.

## Gewinnung und Darstellung
Cobaltmolybdat kann durch Reaktion von Cobalt(II)-nitrat und Ammoniumorthomolybdat gewonnen werden.
{\displaystyle \mathrm {Co(NO_{3})_{2}+(NH_{4})_{2}MoO_{4}\ \longrightarrow {}\ CoMoO_{4}\downarrow \ +\ 2\ NH_{4}NO_{3}} }

## Eigenschaften
Cobaltmolybdat ist ein violetter geruchloser Feststoff, der wenig löslich in Wasser ist. Er besitzt eine monokline Kristallstruktur mit der Raumgruppe C2/m (Raumgruppen-Nr. 12). Bei hohen Drücken wandelt er sich in eine andere Kristallstruktur (β-Form) um. Diese hat eine Kristallstruktur mit der Raumgruppe P2/c (Raumgruppen-Nr. 13). Er kommt auch in einer Hydratform vor, die eine trikline Kristallstruktur mit der Raumgruppe P1 (Raumgruppen-Nr. 2) hat. Die Niedertemperaturform hat eine grün-schwarze Farbe, während die Hochtemperaturform violett ist. Die Phasenumwandlung findet bei etwa 430 °C statt.

## Verwendung
Cobaltmolybdat ist ein sehr wichtiger Bestandteil von industriellen Katalysatoren und wird in der Gas- oder Flüssigkeits-Hydrodesulfurierung zum Beispiel von Benzin verwendet.